# CS Group
Pour les articles homonymes, voir CS.
 (mars 2021).
Si vous disposez d'ouvrages ou d'articles de référence ou si vous connaissez des sites web de qualité traitant du thème abordé ici, merci de compléter l'article en donnant les références utiles à sa vérifiabilité et en les liant à la section « Notes et références ».
CS GROUP, anciennement CS Communication & Systèmes, est une société spécialisée dans la création et la gestion de systèmes critiques dans les domaines de la défense et de la sécurité, de l'espace, de l’aéronautique et de l’énergie. Elle est cotée à la Bourse de Paris.

## Historique
Le siège social de l'entreprise est à Paris et le groupe compte douze autres sites en France. Il existe également des sièges régionaux et des filiales à l'international : Allemagne, Royaume-Uni, Pays-Bas, Roumanie, Canada, Émirats arabes unis, États-Unis et Inde.
En septembre 2022, le directeur général de CS Group, Éric Blanc-Garin, annonce une phase de rapprochement de CS Group avec Sopra Steria. Ce rapprochement se conclut, le 28 février 2023, par l'annonce d'une montée majoritaire au capital de CS Group par Sopra Steria. Cette fusion s'ancre dans une stratégie globale d'acquisitions de la part de Sopra Steria, ici dans le but de renforcer ses propres activités de Défense.  

## Activités
L'activité du groupe s'organise autour de la conception des architectures techniques de systèmes d'information et de réseaux, du développement et de l'intégration de logiciels, de la maîtrise d'œuvre et du déploiement d'applications industrielles, scientifiques et techniques. CS GROUP possède une double compétence : systèmes d’information scientifiques / techniques et métiers de ses clients ; une offre intégrée : conseil, conception, développement, intégration, maintenance et support aux opérations.

### Défense, Espace et Sécurité
CS GROUP est maître d’œuvre dans le déploiement des systèmes de contrôle et de maîtrise de l’information, notamment à travers des solutions de surveillance ou de contrôle militaires et civils (sécurité des systèmes d'information).
CS GROUP produit entre autres :
- Des systèmes d'information opérationnels de commandement (défense aérienne et navale, sécurité intérieure...)[8]
- Des applications et des systèmes spatiaux (mécanique du vol, surveillance de l'espace, sécurité environnementale...)
- Des systèmes d’information et de communication sécurisés (systèmes de réalité virtuelle et de simulation, systèmes d'information critiques, système de contrôle automatisé du trafic aérien...)
- Un système anti-UAV : Boreades, une solution de détection et de neutralisation des drones légers. Construit autour d'une supervision centralisée, il peut détecter, identifier et poursuivre les drones, les neutraliser et les récupérer.

CS GROUP fournit également :
- Du conseil en SSI (audit, accompagnement, analyse de risques, etc.)
- Des produits relatifs à la sécurisation d'un SI (Prelude : un SIEM, Vigilo : une solution de supervision de performance, la gamme de produit Trusty : infrastructure à clés publiques (IGC), horodateur, archivage à valeur probante...)[9].

### Aéronautique
CS GROUP déploie une offre envers les avionneurs, motoristes et équipementiers afin de leur fournir, entre autres, des systèmes embarqués de haute technicité. CS GROUP assure également les suivis logistiques, la mise en place de simulateurs et plates-formes d'entrainement ou encore des validations de matériel (tests).

### Énergie
CS GROUP œuvre dans la sûreté nucléaire et la gestion des risques nucléaires à travers des simulations de haute performance, la création de logiciels scientifiques ou encore des simulateurs. CS GROUP a également participé à la création de plates-formes de gestion des matières nucléaires et déchets radioactifs. Par exemple l'entreprise a participé à la rénovation du parc des simulateurs spécialisés d'EDF en 2007.

### Autres activités
CS GROUP développe également le logiciel de simulation numérique en mécanique des fluides ProLB basé sur la méthode Lattice Boltzmann. Optimisé pour le calcul massivement parallèle, ProLB permet de résoudre les écoulements de fluides faiblement compressibles autour et à l’intérieur de géométries complexes.
Mediapart révèle en 2020, que Comya Group dirigé par Alexandre Benalla et CS GROUP, entament des discussions pour s'implanter dans le marché de la reconnaissance faciale et de l'intelligence artificielle par vision avec William Eldin, fondateur de Coyote et Président de XXII,.

## Finances

### Chiffres d'affaires
| Année | Chiffre d'affaires consolidé en millions d'euros |
| ----- | ------------------------------------------------ |
| 2008  | 221,7                                            |
| 2009  | 205,6                                            |
| 2010  | 194,8                                            |
| 2011  | 204,4                                            |
| 2012  | 172,8                                            |
| 2013  | 162,0                                            |
| 2014  | 133,1                                            |
| 2015  | 133,3                                            |
| 2016  | 130,6                                            |
| 2017  | 129.2                                            |
| 2018  | 141,3                                            |
| 2019  | 230,0                                            |
| 2020  | 209,3                                            |

### Répartition du chiffre d'affaires en 2019
78 % du chiffre d'affaires est réalisé en France, Cependant la stratégie de CS GROUP se base sur un renforcement de l’internationalisation du groupe
Le chiffre d'affaires par marché se ventile entre défense-espace-sécurité (47,0%), aéronautique, énergie et industrie (24,0%) et autres (29%).

## Actionnaires
Liste au 18 avril 2019
| Nom                 | Actions   | %     |
| Duna & Cie          | 7 293 379 | 31,1% |
| Cira Holding        | 6 182 660 | 26,3% |
| Sopra Steria Group  | 2 262 137 | 9,64% |
| Financière Arbevel  | 1 156 466 | 4,93% |
| Jean Robert Pozo    | 794 892   | 3,39% |
| Christian Gaudin    | 794 718   | 3,39% |
| HmgFinance          | 717 662   | 3,06% |
| Keren Finance       | 304 323   | 1,30% |
| Portzamparc Gestion | 206 649   | 0,88% |
| Adrien Vandeweeghe  | 191 491   | 0,82% |

En 2022, Sopra Steria a acquis 75% de CS.